# Lupulella
Lupulella – rodzaj ssaków z rodziny psowatych (Canidae). 

## Rozmieszczenie geograficzne
Rodzaj obejmuje gatunki występujące w Afryce. 

## Morfologia
Długość ciała samic 65–85 cm, samców 65,5–90 cm, długość ogona samic 26–41 cm, samców 27–39,5 cm; masa ciała samic 6,2–10 kg, samców 5,9–12 kg. 

## Systematyka
Rodzaj zdefiniował w 1906 roku niemiecki teriolog Max Hilzheimer w artykule zatytułowanym Rozmieszczenie geograficzne szakali afrykańskich, opublikowanym w czasopiśmie „Der Zoologische Garten”. Gatunkiem typowym jest (oznaczenie monotypowe) szakal czaprakowy (L. mesomelas).

### Etymologia
- Lupulella: łac. lupus ‘wilk’[7]; przyrostek zdrabniający -ella[8].
- Schaeffia: Ernst Schäff, niemiecki przyrodnik[2]. Gatunek typowy (oznaczenie monotypowe): Canis adustus Sundevall, 1847.

### Podział systematyczny
Dwa gatunki z rodzaju Lupulella są tradycyjnie zaliczane do rodzaju Canis, ale badania oparte na danych molekularnych wykazują, że gdyby pozostały w Canis, byłyby parafiletyczne w stosunku do Cuon i Lycaon, które są bliżej spokrewnione z Canis niż z Lupulella. Do rodzaju należą następujące występujące współcześnie gatunki: 
| Grafika | Gatunek             | Autor i rok opisu    | Nazwa zwyczajowa  | Podgatunki         | Rozmieszczenie geograficzne | Podstawowe wymiary                      | Status IUCN |
| ------- | ------------------- | -------------------- | ----------------- | ------------------ | --- | --------------------------------------- | ----------- |
|         | Lupulella adusta    | (Sundevall, 1847)    | szakal pręgowany  | gatunek monotypowy | Czarna Afryka od Senegalu i Gambii przez Sahel po Etiopię, od południa do północno-wschodniej Południowej Afryki, nieobecny w lasach deszczowych i suchych obszarach południowo-zachodniej części; zakres wysokości: do 2700 m n.p.m.                 | DC: 65–77 cm DO: 30–41 cm MC: 7,3–12 kg | LC          |
|         | Lupulella mesomelas | (von Schreber, 1775) | szakal czaprakowy | 2 podgatunki       | rozłączne populacje we wschodniej (Półwysep Somalijski, Sudan Południowy, Uganda, Kenia i Tanzania) i południowej (południowa Angola, Namibia, Botswana, Zimbabwe, południowy Mozambik i Południowa Afryka) Afryce; zakres wysokości: 0–3000 m n.p.m. | DC: 65–90 cm DO: 26–39 cm MC: 5,9–12 kg | LC          |

Kategorie IUCN:  LC  – gatunek najmniejszej troski.
Opisano również gatunki wymarłe:
- Lupulella mohibi Geraads, 2011[13] (Afryka; plejstocen).
- Lupulella paralius Geraads, 2011[14] (Afryka; pliocen).